# Семпронии
Семпро́нии (лат. Sempronii) — в Древнем Риме знатный патрицианский и плебейский род. Большинство ветвей этого рода не являются патрицианскими, что объясняется тем, что Семпронии-плебеи происходили из отпущенных на волю рабов Семпрониев-патрициев. Самые известные представители плебейской ветви данного рода — Гракхи.

## Семпронии Атратины
Эта ветвь рода была патрицианской
- Авл Семпроний Атратин — консул Римской республики в 497 году до н. э.;
- Авл Семпроний Атратин — военный трибун с консульской властью в 444 году до н. э.;
- Авл Семпроний Атратин — консулярный трибун в 425 году до н. э.;
- Луций Семпроний Атратин — один из первых римских цензоров;
- Гай Семпроний Атратин — консул в 423 году до н. э.;
- Авл Семпроний Атратин — начальник конницы Римской республики в 380 году до н. э. при диктаторе Тите Квинкции Цинциннате Капитолине;
- Луций Семпроний Атратин Бестия — консул-суффект в 34 году до н. э., друг и приятель Цицерона.

## Семпронии Софы
- Публий Семпроний Соф — консул в 304 году до н. э., получил триумф за победу над эквами;
- Публий Семпроний Соф — консул в 268 году до н. э. и цензор в 252 году до н. э., сын предыдущего.

## Семпронии Блезы
Одна из первых семей в роду Семпрониев плебейского происхождения:
- Гай Семпроний Блез (консул)Гай Семпроний Блез — консул в 253 и 244 годах до н. э., участник 1-й Пунической войны;
- Тиберий Семпроний Блез — квестор 217 до н. э., участник 2-й Пунической войны. Убит во время рейда римлян на побережье Африки;
- Гай Семпроний Блез — плебейский трибун в 211 году до н. э. и возможный легат диктатора Квинта Фульвия Флакка в 210 году;
- Публий Семпроний Блез — народный трибун 191 г. до н. э.;
- Гай Семпроний Блез — претор в 184 году до н. э., управлял провинцией Сицилия.

## Семпронии Тудитаны
- Марк Семпроний Тудитан — консул в 240 и цензор в 230 годах до н. э.;
- Публий Семпроний Тудитан — консул в 204 году до н. э.;
- Марк Семпроний Тудитан — римский офицер, служил у Сципиона, захватил карфагенский город Новый Карфаген в Испании в 209 году до н. э.;
- Гай Семпроний Тудитан — претор в 197 году до н. э.;
- Марк Семпроний Тудитан — консул в 185 году до н. э.;
- Гай Семпроний Тудитан — римский офицер во II веке до н. э. Предполагаемый сын претора 197 года до н. э.;
- Гай Семпроний Тудитан — известный римский оратор и историк, также был консулом в 129 году до н. э. Сын предыдущего;
- Семпрония Тудитанис — дочь предыдущего, вышла замуж за Луция Гортензия и стала матерью знаменитого адвоката и политика Квинта Гортензия Гортала.

## Семпронии Лонги
- Тиберий Семпроний Лонг — консул в 218 году до н. э., сражался с Ганнибалом;
- Тиберий Семпроний Лонг — консул в 194 году до н э., сын предыдущего;
- Гай Семпроний Лонг — квиндецемвир священнодействий;
- Публий Семпроний Лонг — претор в 184 году до н. э.

## Семпронии Гракхи
- Тиберий Семпроний Гракх — консул в 238 году до н. э.;
- Тиберий Семпроний Гракх — консул Римской республики 215 и 213 гг.;
- Тиберий Семпроний Гракх — член авгуратной коллегии в 203 до н. э.;
- Тиберий Семпроний Гракх — римский офицер, воевал в 196 году до н. э. с галлами;
- Публий Семпроний Гракх — плебейский трибун 189 до н. э.;
- Тиберий Семпроний Гракх — народный трибун в 187, консул в 177 и 163 гг. до н. э. Отец знаменитых братьев Гракхов;
- Тиберий Семпроний Гракх — народный трибун Республики 133 до н. э. Автор аграрного закона, которым предлагалось раздать беднейшим римским гражданам участки земли для обработки и наделить правами римского гражданства некоторые италийские племена. Его законопроект не прошёл, и Гракх погиб в борьбе с консервативными сенаторами;
- Гай Семпроний Гракх — брат предыдущего и продолжатель его дела. Через несколько лет после гибели брата был избран народным трибуном в 123, а затем и в 122 гг. Провёл законы о хлебных продажах и судах. Его реформы имели целью ослабить влияние сенатской верхушки — нобилитета. Так же, как и брат, погиб в борьбе с нобилями;
- Семпрония — сестра братьев Гракхов и дочь консула 177 года. Супруга римского полководца и консула, разрушителя Карфагена Сципиона Эмилиана;
- Тиберий Семпроний Гракх — любовник дочери Октавиана Августа Юлии. Предполагаемый монетарий около 40 и квестор-десигнат в 39 гг. до н. э.;
- Луций Семпроний Гракх — консул в 167 году.

## Семпронии Рутилы и Руфы
- Гай Семпроний Рутил — народный трибун в 189 году до н. э.;
- Гай Семпроний Руф — один из друзей Цицерона;
- Гай Семпроний Руф — друг Плиния Младшего;
- Тит Семпроний Руф — консул-суффект в 113 г.;
- Семпроний Руф — влиятельный друг императора Каракаллы

## Семпронии Муски
- Тит Семпроний Муска (ум. после 168 до н. э[1].), член сенатской комиссии по урегулированию споров между городами[2][3];
- Авл Семпроний Муска (II—I вв. до н. э[4].), упоминается в трактате Цицерона «Об ораторе»[4];
- Марк Семпроний Муска (II—I вв. до н. э[4].), как и предыдущий, также упомянут Цицероном в его диалоге «Об ораторе»[4];
- (Семпроний[5]) Муска[6][7] (ум. после 45 до н. э[8].), имя, встречающееся в одном из писем Цицерона к Аттику[8][6][5][7].

## Другие представители рода
- Луций Семпроний Питион — монетарий около 148 года до н. э.;
- (Публий) Семпроний Азеллион — военный трибун 133 г. до н. э., знаменитый древнеримский историк;
- Авл Семпроний Азеллион (ум. 89 до н. э.), претор 89 до н. э. По одной из версий, сын предыдущего и предполагаемый отец некой Семпронии[9];
- Луций Семпроний, сын Луция (ум. после 108 до н. э[10].), имя фигурирует в одной групповой надписи, обнаруженной в Казилине[нем.] близ Капуи (Кампанья[11][12]).